# Andre De Grasse
Andre De Grasse (Scarborough, 10 de noviembre de 1994) es un deportista canadiense que compite en atletismo, especialista en las carreras de velocidad. Está casado con la atleta estadounidense Nia Ali.
Participó en tres Juegos Olímpicos de Verano, obteniendo en total siete medallas, tres en Río de Janeiro 2016, plata en 200 m y bronce en 100 m y 4 × 100 m, tres en Tokio 2020, oro en 200 m, plata en 4 × 100 m y bronce en 100 m, y una de oro en París 2024, en los 4 × 100 m.
Ganó cinco medallas en el Campeonato Mundial de Atletismo entre los años 2015 y 2022, y dos medallas en los Relevos Mundiales, en los años 2024 y 2025.
Fue el abanderado de Canadá en la ceremonia de apertura de los Juegos Olímpicos de París 2024 junto con la halterófila Maude Charron. Estudió Sociología en la Universidad del Sur de California.

## Palmarés internacional
| Juegos Olímpicos   | Juegos Olímpicos        | Juegos Olímpicos  | Juegos Olímpicos |
| Año                | Lugar                   | Medalla           | Prueba           |
| ------------------ | ----------------------- | ----------------- | ---------------- |
| 2016               | Río de Janeiro (Brasil) | Medalla de plata  | 200 m            |
| 2016               | Río de Janeiro (Brasil) | Medalla de bronce | 100 m            |
| 2016               | Río de Janeiro (Brasil) | Medalla de bronce | 4 × 100 m        |
| 2020               | Tokio (Japón)           | Medalla de oro    | 200 m            |
| 2020               | Tokio (Japón)           | Medalla de plata  | 4 × 100 m        |
| 2020               | Tokio (Japón)           | Medalla de bronce | 100 m            |
| 2024               | París (Francia)         | Medalla de oro    | 4 × 100 m        |
| Campeonato Mundial |                         |                   |                  |
| Año                | Lugar                   | Medalla           | Prueba           |
| 2015               | Pekín (China)           | Medalla de bronce | 100 m            |
| 2015               | Pekín (China)           | Medalla de bronce | 4 × 100 m        |
| 2019               | Doha (Catar)            | Medalla de plata  | 200 m            |
| 2019               | Doha (Catar)            | Medalla de bronce | 100 m            |
| 2022               | Eugene (Estados Unidos) | Medalla de oro    | 4 × 100 m        |
| Relevos Mundiales  |                         |                   |                  |
| Año                | Lugar                   | Medalla           | Prueba           |
| 2024               | Nasáu (Bahamas)         | Medalla de plata  | 4 × 100 m        |
| 2025               | Cantón (China)          | Medalla de bronce | 4 × 100 m        |